# Hellmuth von Mücke
Hellmuth von Mücke (* 1881. június 25. Zwickau; † 1957. július 30. Ahrensburg) a Német Császári Haditengerészet egyik tisztje volt az első világháborúban. Az Indiai-óceánon kereskedelmi háborút folytató Emden cirkáló elsőtisztjeként szolgált és annak a kisméretű partraszálló csoportnak volt a parancsnoka, mely a Kókusz-szigeteki csata után a Direction-szigeten rekedt, majd innen Malajzia és Arábia érintésével kalandos úton visszatért Németországba. A weimari köztársaság idején politikusi pályára állt és megírta az Emden háborús történetét. A nemzetiszocialista időszak alatt megjelent irományai miatt kiközösítették, a második világháború után a német újrafegyverkezés ellen lépett fel.

## Élete

### Kiképzése és az első világháború
Elszegényedett nemesi családba született, mivel a család Oberlausitzban lévő niederrennersdorfi nemesi birtokának majorátusa két generációval korábban a család egyik mellékágának tulajdonába került. A Császári Haditengerészethez 1900. április 7-én került kadétként. Sorhajóhadnaggyá 1910. április 20-án léptették elő és az első világháború kitörésekor a Kelet-ázsiai Hajóraj kötelékében lévő Emden könnyűcirkáló elsőtisztjeként szolgált. Ekkor a hajóraj nagy része a déli vizeken tett körutat Maximilian von Spee altengernagy vezetésével, aki felismerte, hogy a hajórajának egyetlen támaszpontja, a Kínában lévő Csingtao nem lesz tartható a jelentős túlerőben lévő ellenséges erőkkel szemben, ezért úgy döntött, hogy Dél-Amerika felé veszi az irányt és megpróbál visszatérni hajóival Németországba. A hozzá Csingtao érintésével később csatlakozó Emden parancsnokának, Karl von Müller fregattkapitánynak a kérésére engedélyt kapott a kiválásra és az Indiai-óceánon önálló kereskedelmi háború folytatására.
1914 novemberéig az Emden sikeres portyákat folytatott. November 9-re a korábban elfogott Buresk szénszállítóval kellett találkoznia a Kókusz-szigetekhez tartozó Direction-szigetnél, ahol a kommunikációs állomást is ki akarták iktatni. Ehhez az Emden egy 50 fős csoportot küldött csónakokon a partra puskákkal, pisztolyokkal és négy géppuskával felfegyverezve. A hadművelet zökkenőmentesen ment végbe, de a rádióállomás még az érkeztük előtt le tudott adni egy jelzést, amiben egy idegen hajó felbukkanásáról adott hírt. A jelzést az épp ekkor a szigetek közelében elhaladó ausztrál csapatszállító konvoj hajói is fogták és a kíséret hajói közül az ausztrál Sydney könnyűcirkálót küldték ki az eset kivizsgálására. Az Emdenről észlelték a közeledő hajót, de eleinte úgy vélték, a Buresk közeledik feléjük, mire pedig ráeszméltek a tévedésre, az ellenséges cirkáló már túl közel került hozzájuk ahhoz, hogy kitérhettek volna előle. A kibontakozó ütközetben az Emden előbb a pontosabb tüzének köszönhetően hamar több találatot elért az ellenfelén, de a Sydney is lassan belőtte magát és nagyobb űrméretű és nagyobb lőtávolságú lövegeinek köszönhetően biztonságos távolságra helyezkedve harcképtelenné tudta tenni az Emdent. Míg a harc túlélői brit fogságba kerültek, addig von Mücke és emberei a Direction-szigeten rekedtek. A Sydney újabb német cirkáló (a Königsberg) felbukkanásától tartva nem kötött ki az éjszakára a szigetnél. Von Mücke előbb elfoglalt területté nyilvánította a szigetet és erődítési munkálatokba kezdett a megvédésére, de a Sydney távolmaradása miatt úgy döntött, hogy a kikötőben lévő, szolgálatból kivont, régi háromárbócos sónerre, az Ayeshára szállva megpróbál elhajózni innen és visszajutni Németországba.

### A partraszálló egység hazavezetése
Az Ayesha lefoglalása után a kommunikációs állomás személyzete élelmiszerrel látta el őket, de a fenékszelepek tömítéseit észrevétlenül el tudták távolítani, ami miatt folyamatos volt a víz beszivárgása, miközben a szivattyúk sem működtek kifogástalanul. Ilyen körülmények között hosszabb útra nem vállalkozhattak. Von Mücke előbb Szumátra szigete felé vette az irányt, de már pár nap után úgy tűnt, hogy már idáig sem fognak eljutni. Nem csak a brit szabotázs okozott gondot, hanem az is, hogy a négy ivóvíztartályt nem tudták kitisztítani, így háromban poshadni kezdett a víz és ihatatlanná vált. További problémát jelentett a szélcsend, ami miatt csak lassan tudtak haladni. Mindezek ellenére a csoport december 13-14-én elérte Padangot. Mivel Indonézia a semleges Hollandia gyarmata volt. ezért az Ayeshának 24 órán belül újra ki kellett futnia. Von Mücke kapcsolatba lépett a helyi német konzullal, akivel meg tudott szervezni egy találkozót a Choising német teherhajóval. A december 14-én kifutó Ayesha hamarosan a nyílt vizeken találkozott a teherhajóval, és miután mindenki átszállt a gőzhajóra, a vitorlást elsüllyesztették. Von Mücke Padangban tudta meg, hogy Németország és az Oszmán Birodalom szövetségre lépett egymással és ezért úgy döntött, Arábián és Törökországon át próbálja hazavezetni az egységét. Mivel a Vörös-tengert az antant hadihajói tartották az ellenőrzésük alatt, ezért Hodeida közelében szálltak észrevétlenül partra.
Von Mücke az Arábia nyugati partja mentén futó Hidzsáz Vasúttal tervezett eljutni északra, de mint megtudta, az arab felkelések miatt az utolsó szakaszát még nem fejezték be. Emiatt Szanaa felé vette az irányt, de az ottani török helytartótól nem kapott sok segítséget. A törökök ugyanis szerették volna a német egységgel megerősíteni a terület védelmét a felkelő arabokkal szemben és ezért két hónapon át akadályozta a továbbhaladásukat. Miután már többször is visszautasította a kormányzó ajánlatát, csapatával visszaindult Hodeidába.

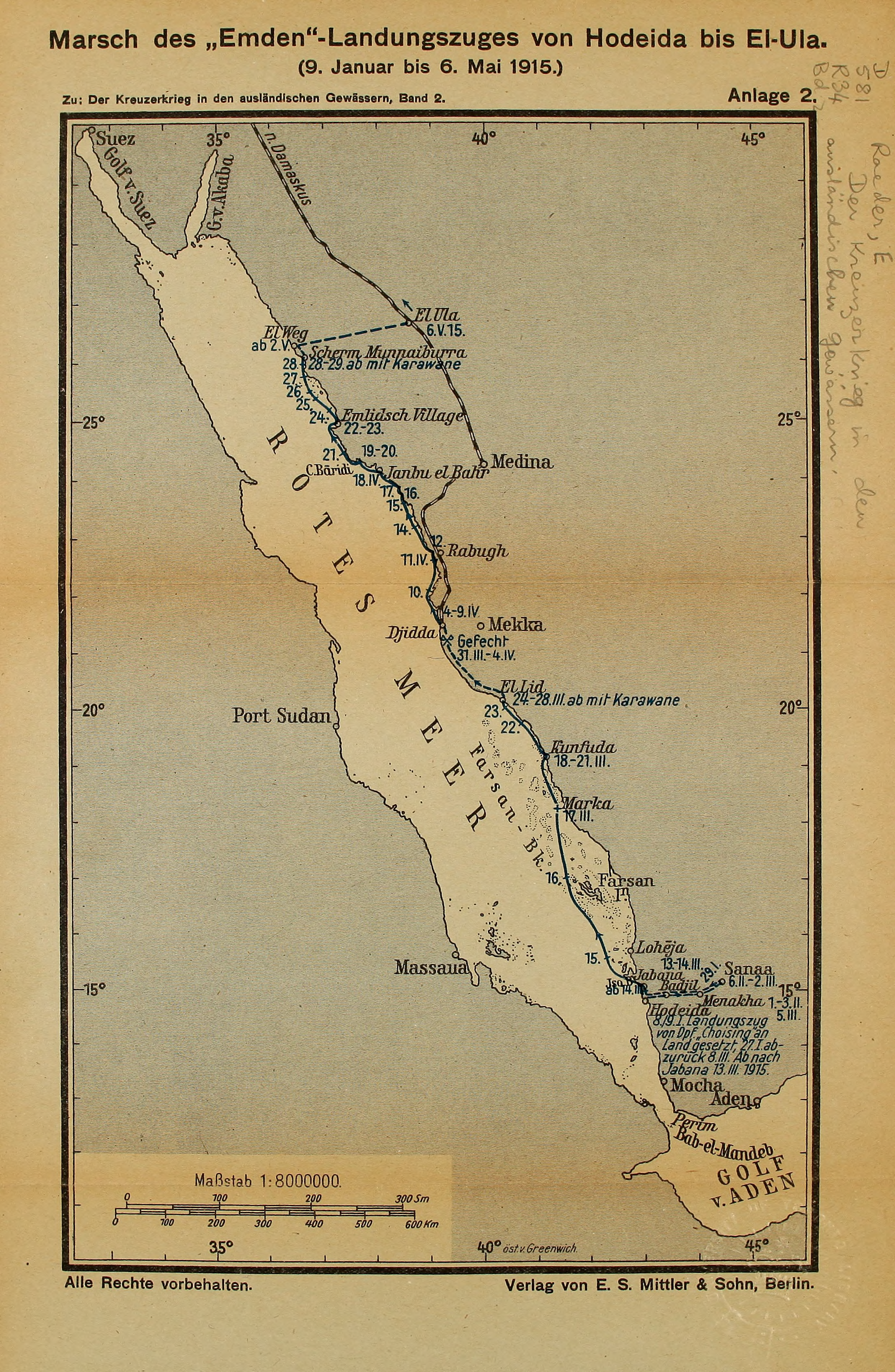
Von Mücke csoportjának útvonala Hodeidából El-Ulába (1915. január 9. – május 6.)

Itt von Mücke beszerzett két daut, amikkel északnak hajóztak a Vörös-tengeren a nyugati partja mentén. Az ellenséges hadihajókkal való találkozás elkerülése érdekében a két csónak a part menti korallzátonyok között haladt. A nagyobb és nehezebb dau a veszélyes útvonalon korallzátonynak ütközött és elsüllyedt. Mindenkit sikerült átvennie a kisebbik daunak, mely 70 emberrel 1915. március 18-án Dzsidda térségébe érkezett, ahol von Mücke partra szállt az embereivel. Itt megismerkedett egy egykori török tábornokkal, aki az arab felkelők miatt veszélyben érezte a vagyonát és ezért csatlakozott a németekhez. Tevéket és tevehajcsárokat szereztek be, majd a karaván Mekka felé indult meg.
Von Mücke továbbra is a Hidzsáz Vasutat akarta elérni, út közben azonban ki voltak téve a beduinok fenyegetéseinek, akiknek az egyik meglepetésszerű támadását a géppuskáik segítségével sikerült visszaverni, de az összecsapásban három német tengerész is elesett. A németek védelmi állásokat létesítettek a sivatagban, de három nap eltelte után elfogyott a vizük és az élelmüket is csaknem mind felélték.
Ekkor két tárgyaló, köztük egy európai öltözetet viselő ember tűnt fel fehér zászlóval és felkínálták Abdullah-nak, a mekkai emírnek a védelmét számukra. Von Mücke elfogadta az ajánlatot, de inkább érezte úgy, hogy foglyokként kezelik őket mintsem vendégekként, ezért előkészületeket tett a szökéshez. Amikor az emír fia egy rövid időre Mekkában időzött, a tengerészek ismét szereztek egy daut, amivel a part mentén északnak hajózhattak.

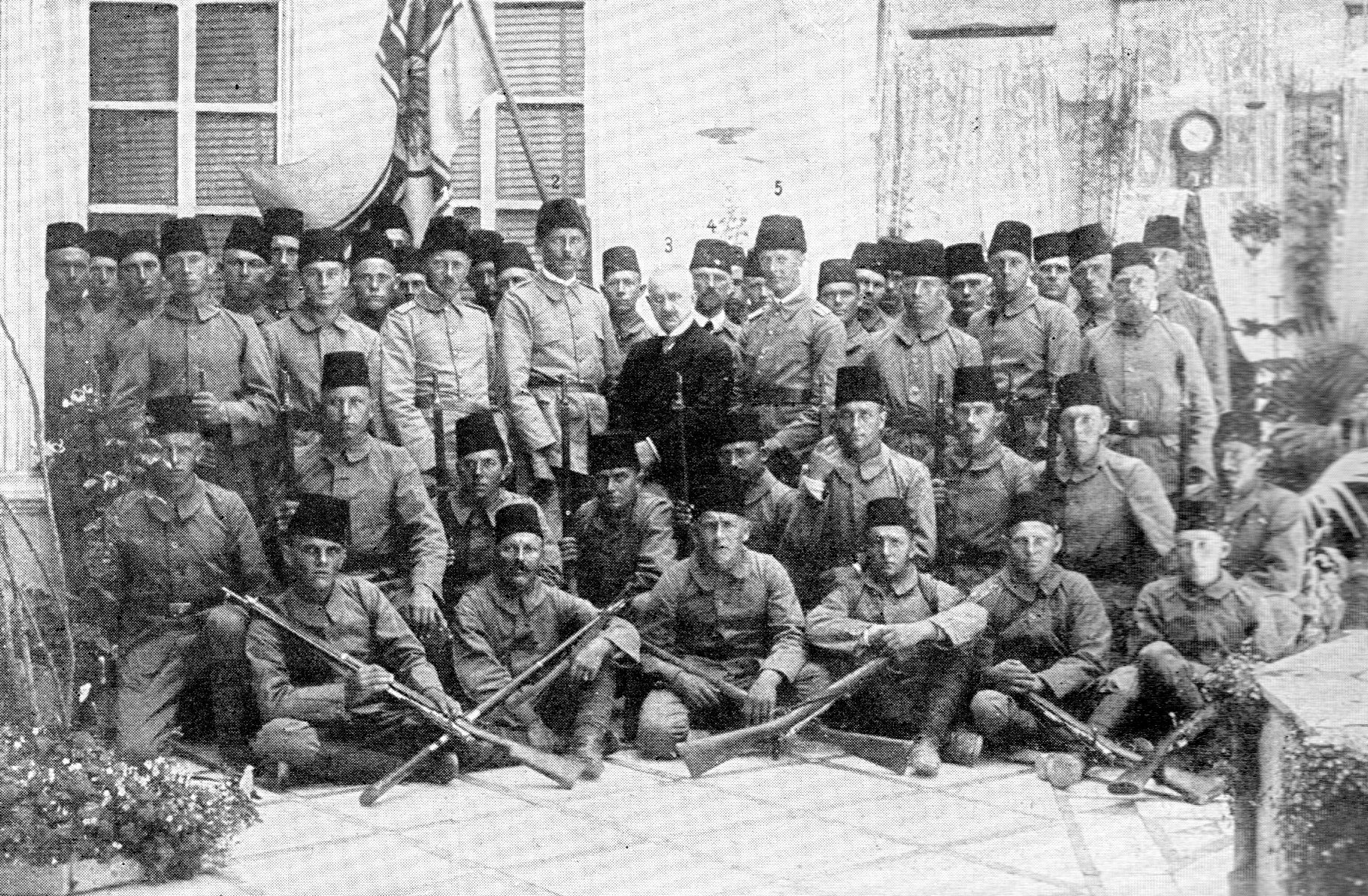
Az SMS Ayesha legénységének tagjai a császári konzulátus kertjében Damaszkuszban, 1915. május 11. – von Mücke a 2-es számmal jelölve

1915. április 29-én a Vörös-tenger északi részén újra partra szálltak továbbra is a Hidzsáz Vasút vonalát keresve. Néhány napi menetelés után szinte már teljesen elillant a vasút létezésébe vetett hitük, de von Mücke kitartott annak további keresése mellett és május 7-én valóban meg is találták azt. A vasúttal Szírián és Anatólián át Konstantinápolyba utaztak, de a hírük megelőzte őket, így minden vasútállomáson ünnepélyes fogadtatásban részesítették őket a helyi tisztségviselők. 1915. május 23-án érkeztek meg a túlélők Konstantinápolyba, út közben hat főt veszítettek, akikkel betegség végzett vagy az arab felkelők támadásai során estek el.
Von Mücke sorhajóhadnagy, akinek a partraszálló csapat vezetése volt az első parancsnoki feladata, a következő szavakkal jelentette a konstantinápolyi német haditengerészeti parancsnoknak a csapata érkezését: „Excellenciás úrnak alásan jelentem, az SMS Emden 5 tisztből, 7 altisztből és 37 tengerészből álló partraszálló egysége jelen!”
Ezzel a katonáival sikeresen elérte a saját erőket. Ugyanez nem sikerült Erwin von Moeller sorhajóhadnagynak és az Tsingtau általa vezetett legénységének, akik 1916. május végén vagy június elején estek áldozatául a beduinok támadásának Dzsiddától északra. A von Mücke vezette csoport lett ezzel az egyetlen, melynek sikerült hazatérnie a háború alatt a Kelet-ázsiai Hajóraj állományából.
A kötelező jellegű fogadásokat és ünnepségeket követően a hazatérőket különböző hadszíntereken vetették be. Csaknem a felük rövid idő alatt életét veszítette, ami később hozzájárult von Mücke pacifista nézeteinek kialakulásához. Előbb azonban még ő is a haditengerészetnél maradt, 1916-ban az Eufrátesz folyami erőinek parancsnoka, 1917-ben a német dunai-félflottilla parancsnoka lett. A háború végén korvettkapitányi rangban hagyta el a haditengerészetet.

### A weimari köztársaság időszakában
A háború után von Mücke megházasodott és hat gyermeke született. Három fia – Kurt Helmut (* 1918), Dirk (* 1930) és Björn (* 1938) – valamint három lánya – Ursula (* 1920), Ortrud (* 1922) és Helga (* 1925) lett. Publicisztikai irományaiból és előadó körutakból tartotta fenn családját. Két könyvet írt a világháborús hajóiról még 1915-ben Emden és Ayesha címekkel. Ezen felül politikailag is aktív volt, először a Német Nemzeti Néppártba (Deutschnationale Volkspartei) lépett be, majd 1919-ben a Német Munkáspártba (Deutsche Arbeiterpartei), ami 1920-tól a Nemzetiszocialista Német Munkáspárt (NSDAP) nevet viselte. A családjával 1922-ben Drezdába költözött, ahol segítette a helyi NSDAP szervezet kiépítését. A párt színeiben indulva másodmagával került be a szász tartományi parlamentbe 1926-ban, de már a következő évben visszaadta a mandátumát. 1929-ben kilépett az NSDAP-ből, mivel felismerte a párt vezetőségének és legfőképpen Hitler bűnözői karakterét. A kilépése után megvádolta Martin Mutschmannt azzal, hogy pénzügyi eszközökkel fejt ki befolyást az NSDAP-re, magára Hitlerre is, ami után a Szociáldemokrata Pártban (SPD) von Mückére bennfentesként tekintettek.
A családjával az Északi-tengeren lévő Föhr szigetére költözött át Wykbe. A weimari köztársaság végnapjaiban a demokratikus gondolkodású Arnold Brecht porosz minisztériumi hivatalnok megbízásából a Deutschlandbundnak dolgozott, ami egy a nemzetiszocialista propaganda ellen küzdő szervezet volt. Von Mücke felszólalt a szövetség első nagyméretű rendezvényén a Berlini Sportpalotában 1930. december 18-án. Az emlékirataiban Arnold Brecht azt írta, hogy „v. Mücke sorhajóhadnagy olyan szenvedéllyel és meggyőződéssel tartotta meg a fő szónoklatot, hogy a gyűlés nagy visszhangot kapott. A következő két hónapban a Deutschlandbund égisze alatt Hannoverben, Hamburgban, Kielben, Flensburgban, Rostockban, Stettinben, Breslauban, Drezdában, Lipcsében és más városokban is hasonló sikerrel szólalt fel, a népszerűsége megakadályozta a szövetség megosztására irányuló próbálkozásokat. Később a Deutschlandbund helyett a Reichsbanner Schwarz-Rot-Gold vette át von Mücke további helyeken való fellépéseinek patronálását és gondoskodott a helyszín biztosításáról.”

### A Harmadik Birodalom idején
A Harmadik Birodalomban von Mücke írásai „nemzeti bolseviknak” lettek titulálva. 1937-ben és 1939-ben két ízben is rövid időre koncentrációs táborba zárták. Már 1933-ban megtiltották neki a publikációt és a szónoklatok tartását. A Föhr szigetén lévő ingatlanját nem tudta már fenntartani és 1934-ben kényszerből elárverezték, ezért a család a Hamburg melletti Ahrensburgba költözött, von Mücke pedig a gátépítésről és partvédelemről szóló könyveknek szentelte magát ezután. Chilébe való kivándorlási szándékát azzal utasították el, hogy nem kívánatos a külföldön való tevékenysége. A Kriegsmarine frontvonalban harcoló egységeihez való jelentkezését elutasították, mert politikailag nem számított megbízhatónak.

### A második világháború után
1948-ban von Mückét a nemzetiszocialista rezsim üldözöttjének ismerték el, de kártérítésre nem kapott ígéretet. Belépett a „Nácirezsim Üldözöttjeinek Egyesületébe”. A háború után kommunistabarát és pacifista nézeteket képviselt, fellépett a Szövetségi Köztársaság újrafegyverkezése ellen. 1950-ben ismét aktivizálta magát politikai téren és politikai írásokban tiltakozott Nyugatnémetország felfegyverzése ellen. 1950. november 14-én részt vett az NDK nemzeti frontja nemzeti tanácsának hatodik ülésén Kelet-Berlinben és vitavezetőként lépett fel itt. Úgy látta, hogy a két német állam lakossága az „ágyútöltelék” szerepét kapná egy az USA és a Szovjetunió közötti fegyveres konfliktus kirobbanása esetén és ezzel a későbbi békemozgalmak előfutára lett, ami miatt ismét politikai nyomás alá került. 1957 elején a szövetségi törvényszék 6. büntetőtanácsa (6. Strafsenat des Bundesgerichtshofes) elé idézték. Fegyelmi eljárást indítottak ellene, amivel megvonhatták tőle a szolgálaton kívüli korvettkapitányként neki járó nyugdíját. Ezentúl arra kötelezték, hogy konzultáljon egy pszichiáterrel.

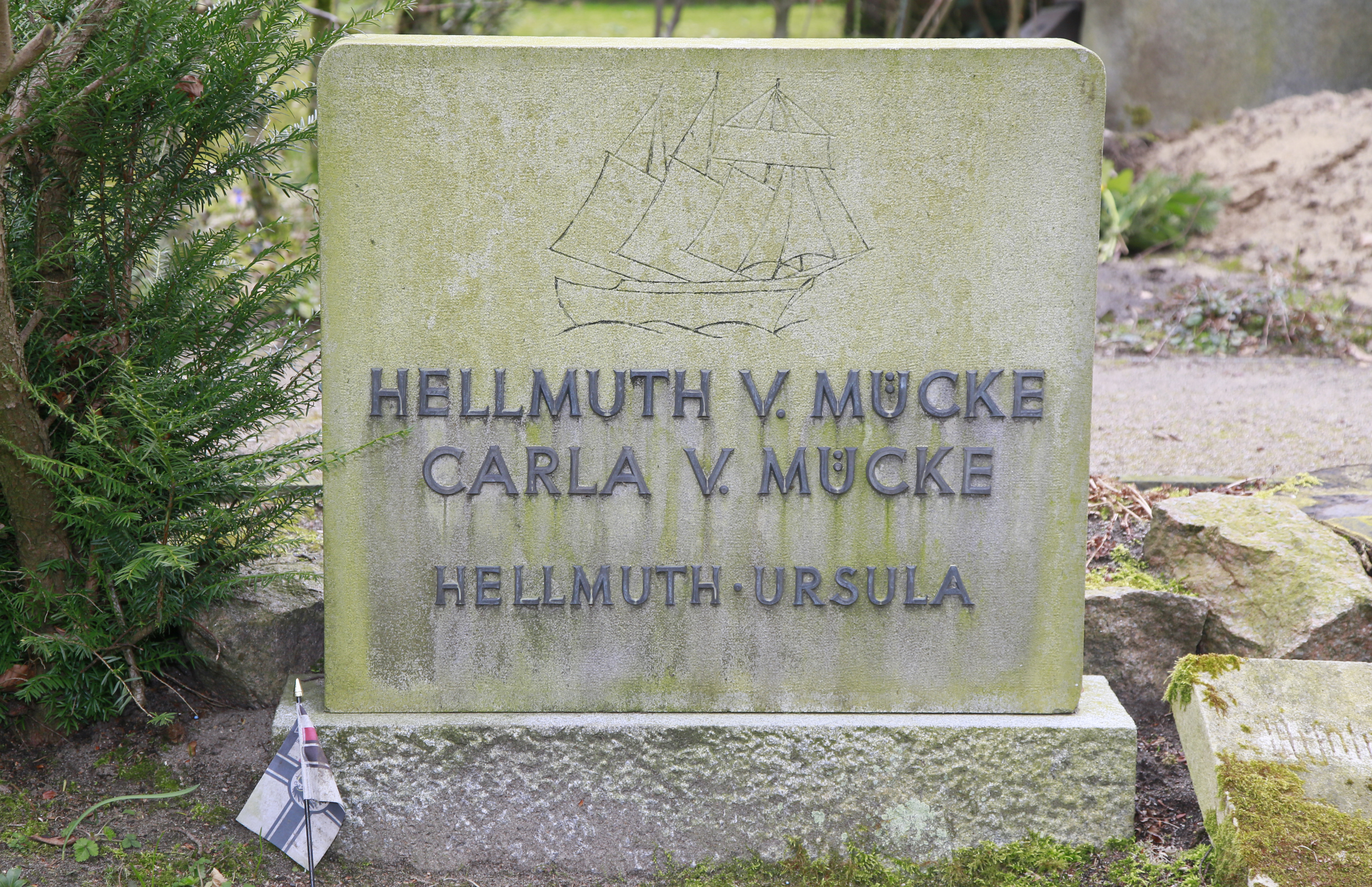
Hellmuth von Mücke sírköve

Von Mücke 1957. július 30-án hunyt el 76 éves korában szívelégtelenség következtében. Ahrensburgban lelt végső nyughelyére.

## Művei
- Emden. Verlag August Scherl, Berlin 1915. (Digitalisat einer 1917 in den USA verlegten, deutschsprachigen Ausgabe: archive.org), englischsprachige Übersetzung »The “Emden”«, Ritter und Flebbe, Boston, Massachusetts 1917 (Digitalisat: archive.org)
- Ayesha. Verlag August Scherl, Berlin 1915. (Digitalisat: archive.org), neubearbeitet und erweitert bei Scherl, Berlin 1926, englischsprachige Übersetzung, Ritter und Flebbe, Boston, Massachusetts 1917
- Linie. Rückblicke persönlicher und politischer Art auf das letzte Jahrzwölft der Republik. Band 1: Revolution, Nationalsozialismus und Bürgertum. Edelgarten-Verlag Horst Posern, Beuern/Hessen 1931.
- The Emden-Ayesha Adventure: German Raiders in the South Seas and Beyond 1915. übersetzt von J.H. Klein. Naval Institute Press, Annapolis, Maryland 2000, ISBN 1-55750-873-9.

## Fordítás
- Ez a szócikk részben vagy egészben  a   Hellmuth von Mücke című angol Wikipédia-szócikk ezen változatának fordításán alapul.  Az eredeti cikk szerkesztőit annak laptörténete sorolja fel. Ez a jelzés csupán a megfogalmazás eredetét és a szerzői jogokat jelzi, nem szolgál a cikkben szereplő információk forrásmegjelöléseként.
- Ez a szócikk részben vagy egészben  a   Hellmuth von Mücke című német Wikipédia-szócikk ezen változatának fordításán alapul.  Az eredeti cikk szerkesztőit annak laptörténete sorolja fel. Ez a jelzés csupán a megfogalmazás eredetét és a szerzői jogokat jelzi, nem szolgál a cikkben szereplő információk forrásmegjelöléseként.

## Forrás
- Uwe Schulte-Varendorff: Hellmuth von Mücke – der „Mann der Emden“. Vom Kriegshelden zum Pazifisten? Bod – Books on Demand, Norderstedt 2016, ISBN 978-3-8391-8472-1.
- Stephan Dehn: Hellmuth von Mücke (1881–1957) und Manfred von Killinger (1886–1944) – zwei adlige Spitzenpolitiker der sächsischen NSDAP. In: Sächsische Heimatblätter. 61 (2015) 1, 6–14. o.
- Hans-Heinrich Fleischer: Mücke, Hellmuth von (Deutsche-Biographie.de)
- Andreas Hofer. Kapitänleutnant Hellmuth von Mücke. Marineoffizier – Politiker – Widerstandskämpfer. Ein Leben zwischen den Fronten. Marburg: Tectum-Verlag (2003) (Megtalálható még: Bécs, Egyetemi tudományos munka, 2002)
- Andreas Peschel: Hellmuth von Mücke (1881–1957). Ein sächsischer Seekriegsheld zwischen den Fronten der Politik. In: Dannenberg, Lars-Arne/Matthias Donath (kiad.): Lebensbilder des sächsischen Adels III (Adel in Sachsen, Band 11), Königsbrück 2018, ISBN 978-3-944104-21-8, 99–132. o.

## Linkek
- Hellmuth von Mücke írásai és a róla szóló írások a Német Nemzeti Könyvtár katalógusából
- Hellmuth von Mücke írásai és a róla szóló írások a Német Digitális Könyvtárban
- Bordgemeinschaft der Emdenfahrer: Unter kaiserlicher Flagge
- The Voyage of the Emden (angol)
- Bundesarchiv: Vorschläge zur Kriegsführung im Roten Meer von Kapitänleutnant Hellmuth von Mücke, 1916
- Andreas Peschel: Hellmuth von Mücke in: Institut für Sächsische Geschichte und Volkskunde (kiad.): Sächsische Biografie.